# Ivan Nikitine
Pour les articles homonymes, voir Nikitine.
Ivan Savvitch Nikitine (en russe : Ива́н Са́ввич Ники́тин, né le 3 octobre 1824  à Voronej et mort le 28 octobre 1861 à Voronej, est un poète russe ayant une vocation populaire.

## Biographie
Issu d'une famille de marchands ayant quelques attaches avec l'Église, il se fit connaître, en 1853, par un poème patriotique, « La Russie », que les débuts de la guerre de Crimée lui avaient inspiré. Un recueil de ses poésies lyriques, publié en 1856 par le comte D. N. Tolstoï, reçut un accueil assez froid. Mais deux années plus tard un grand poème, « Koulak », témoignant d'une connaissance approfondie des milieux populaires et d'un pouvoir d'expression remarquable, établissait sa renommée. Koulak veut dire : usurier de paysans.
Les amis de l'auteur l'aidèrent à ouvrir une librairie dans sa ville natale ; ses affaires
prospérèrent, lui permettant de travailler et de créer plus librement. Il perfectionna son style, car, au contraire de Koltsov, ce fut un lettré. Il aborda le roman de mœurs et avait deux œuvres en préparation et à moitié achevées, « Le Maire » et « Le Journal d'un séminariste », quand la phtisie le prit et l'enleva à trente-sept ans.

## Sources
- Une partie de cet article est extraite de l'ouvrage Littérature russe de Kazimierz Waliszewski.